# Vasil Levski
Vasil Levski, pseudônimo de Vasil Ivanov Kunchev, em búlgaro:  Васил Иванов Кунчев (Karlovo, 18 de julho de 1837 — Sófia, 18 de fevereiro de 1873), foi um revolucionário búlgaro considerado um herói nacional de seu país. Recebeu o epíteto de Apóstolo da Liberdade, tendo sido o principal responsável pelo movimento revolucionário de libertação da Bulgária das mãos do Império Otomano. Fundador da Organização Revolucionária Interna (em búlgaro Вътрешна революционна организация), Levski procurou fomentar um levante de caráter nacional constituído por comitês regionais secretos.
Natural da cidade sub-balcânica de Karlovo, filho de pais de classe média, Levski se tornou monge ortodoxo antes de imigrar e se aliar às duas Legiões Búlgaras na Sérvia e a outros grupos revolucionários búlgaros. No exterior, recebeu o pseudônimo de Levski, que significa "Leonino". Depois de atuar como professor em várias regiões da Bulgária, propagou suas ideias e desenvolveu o conceito da sua organização revolucionária em prol da Bulgária, uma ideia inovadora que substituiu a estratégia de destacamento com base estrangeira que existia no passado. Na Romênia, Levski ajudou a criar o Comitê Central Revolucionário Búlgaro, composto de expatriados búlgaros. Durante suas viagens pela Bulgária, Levski estabeleceu uma ampla rede de comitês de revoltosos. As autoridades otomanas, todavia, capturaram-no numa pousada perto de Lovech. Foi executado por enforcamento em Sófia.
Vasil Levski parecia estar além do ato de libertação: ele sonhava com uma república búlgara com igualdade étnica e religiosa. Seus conceitos foram descritos como sendo uma luta pelos direitos humanos, inspirados pelo liberalismo progressivo da Revolução Francesa e da Sociedade Europeia Ocidental do século XIX. Levski é homenageado com vários monumentos na Bulgária, e inúmeras instituições nacionais levam o seu nome. Em 2007, encabeçou a lista de uma pesquisa televisiva a nível nacional como o maior búlgaro de todos os tempos.

## Biografia

### Juventude, educação e vida monástica
Vasil Levski nasceu com o nome Vasil Ivanov Kunchev em 18 de julho [Calend. juliano: 6 de julho] 1837 em Karlovo, na altura na província da Rumélia do território europeu do Império Otomano. Tinha o mesmo nome que o seu tio (irmão da mãe), o arquimandrita (abade superior) Vasil (Василий, Vasiliy). Os pais de Vasil Kunchev, Ivan Kunchev e Gina Kuncheva (nome de solteira: Karaivanova), eram de famílias de clérigos e artesãos, e representavam a classe média emergente búlgara. Eminente e ativo artesão local, Ivan Kunchev faleceu em 1844. Vasil teve dois irmãos mais novos, Hristo e Petar, e duas irmãs mais velhas, Yana e outra irmã, Maria, que faleceu na infância.

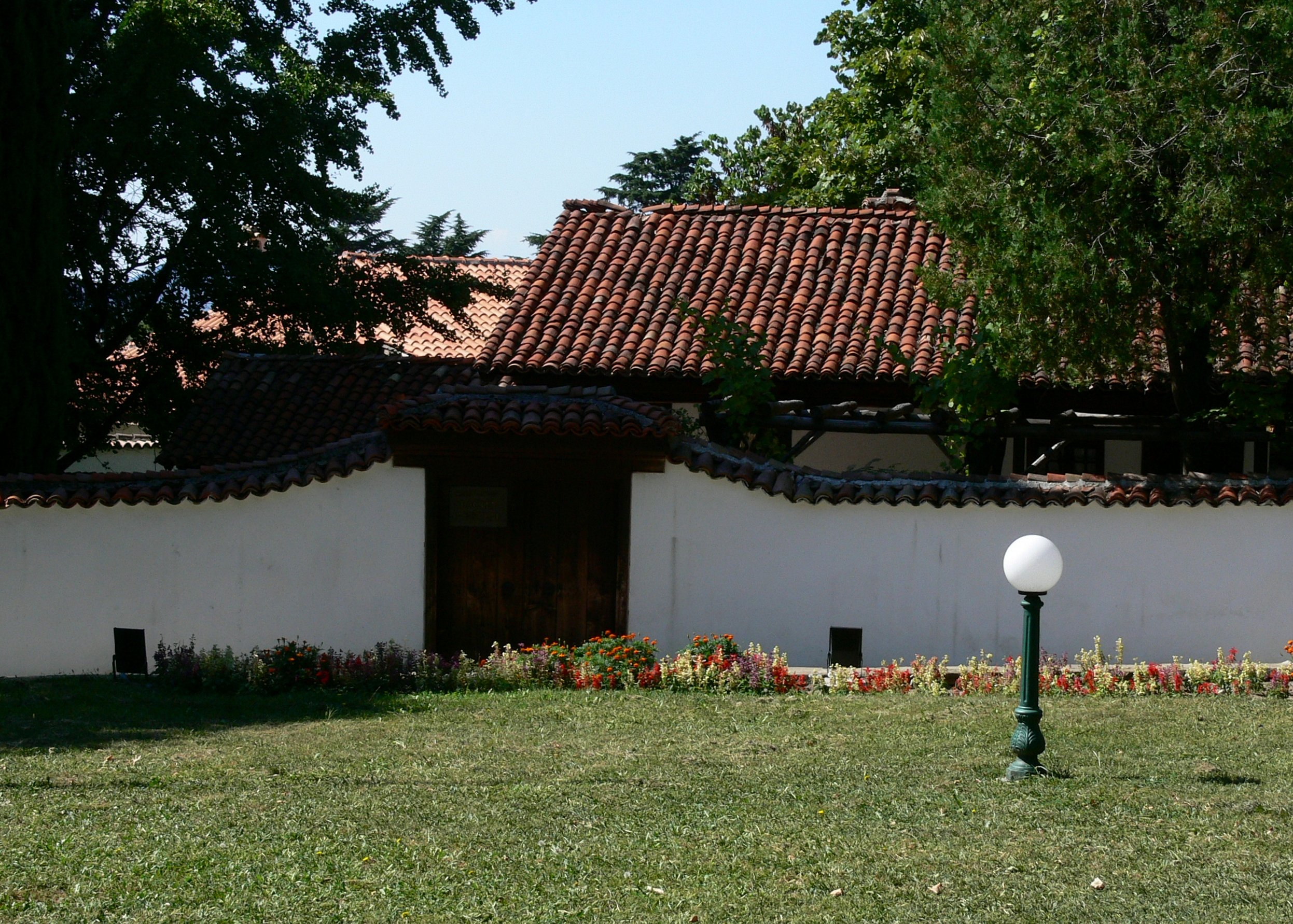
Entrada da casa natal de Vasil Levski em Karlovo. Construída no séc. XVIII e reconstruída em 1933, é um museu desde 1937.

O colega revolucionário Panayot Hitov descreveria mais tarde Levski como sendo de altura média e boa aparência, de olhos azul-cinza-claro, cabelo louro, e pequeno bigode. Não seria fumador nem bebedor. As memórias de Hitov são corroboradas por contemporâneos de Levski, como o revolucionário e escritor Lyuben Karavelov e o professor Ivan Furnadzhiev. A única diferença é que Karavelov indica Levski como mais alto do que a média dos homens, e Furnadzhiev nota que o seu bigode era castanho claro e os olhos de cor de avelã.
Levski iniciou a sua escolaridade em Karlovo, estudando para alfaiate como aprendiz. Em 1855, o tio Vasil, arquimandrita e enviado do mosteiro de Hilandar levou-o para Stara Zagora, onde continuou os estudos e trabalhou como empregado de Vasil. Depois disso, Levski ingressou num curso para clérigo. Em 7 de dezembro de 1858 tornou-se monge ortodoxo búlgaro no mosteiro de Sopot sob o nome religioso de Inácio (Игнатий, Ignatiy), tendo passado em 1859 a hierodiácono, - o que mais tarde inspiraria um dos nomes informais de Levski, O Diácono (Дякона, Dyakona).

### Primeira Legião Búlgara e trabalho pedagógico
Inspirado pelas ideias revolucionárias de Georgi Sava Rakovski, Levski partiu para Belgrado, capital do então Principado da Sérvia, na primavera de 1862. Em Belgrado, Rakovski tinha começado a formar a Primeira Legião Búlgara, um grupo militarizado formado por voluntários búlgaros e trabalhadores revolucionários que visavam o fim do regime otomano na Bulgária. Deixando a vida religiosa monástica, Levski ingressou como voluntário. À época, as relações entre os sérvios e os suseranos otomanos eram tensas. Os conflitos militares em Belgrado eram resolvidos diplomaticamente e a Primeira Legião Búlgara foi dissolvida sob pressão otomana em 12 de setembro de 1862. A sua coragem no treino e luta valeu-lhe ser chamado "Levski" ("Leonino"). Após a dissolução da legião, Levski juntou-se ao grupo de Ilyo Voyvoda em Kragujevac, tendo regressado ao de Rakovski em Belgrado quando soube que os planos de Ilyo para invadir a Bulgária fracassaram.

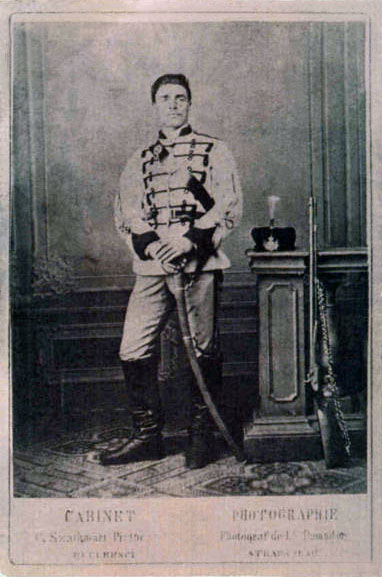
Levski com o uniforme da Primeira Legião Búlgara.

Na primavera de 1863, Levski regressou a terras búlgaras após uma curta estadia na Roménia. O seu tio Vasil denunciou-o como rebelde aos otomanos, e Levski foi preso em Plovdiv durante três meses, sendo depois solto como a ajuda do Dr. R. Petrov e do vice-cônsul russo Nayden Gerov. Na Páscoa de 1864, Levski deixou oficialmente a vida religiosa. Entre maio de 1864 e março de 1866, foi professor em Voynyagovo, perto de Karlovo; aí apoiou e abrigou búlgaros perseguidos e organizou campanhas patrióticas populares. Como tal levantou suspeitas às autoridades otomanas, foi forçado a sair da região, e entre a primavera de 1866 e a primavera de 1867 em Enikyoy e Kongas, duas pequenas localidades da região de Mihail Kogălniceanu.

### Afastamento de Hitov e a Segunda Legião Búlgara
Em novembro de 1866, Levski visitou Rakovski em Iaşi. Dois grupos revolucionários liderados por Panayot Hitov e Filip Totyu tinham vindo a incitar a comunidade da diáspora búlgara na Roménia a invadir a Bulgária e organizar a resistência anti-otomana. Sob recomendação de Rakovski, Vasil Levski foi escolhido para porta-bandeira da secção de Hitov. Em abril de 1867, o grupo atravessou o rio Danúbio em Tutrakan, andando pela região de Ludogorie e chegando às montanhas dos Balcãs. Depois de atirar, o grupo fugiu para a Sérvia por Pirot em agosto.

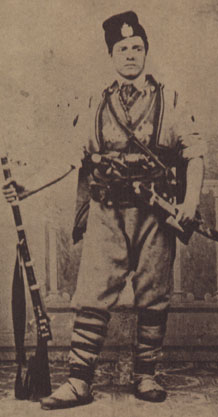
Levski como porta-bandeira da secção armada de Panayot Hitov.

Na Sérvia, o governo era novamente favorável às aspirações dos revolucionários búlgaros e permitiu-lhes estabelecer em Belgrado a Segunda Legião Búlgara, organização similar à antecessora. Levski era um membro proeminente da Legião, mas entre fevereiro e abril de 1868 teve crises gástricas que necessitavam de cirurgia. Doente e na cama, não pôde participar nos treinos da Legião. Após a Legião ter sido desmantelada sob pressão política, Levski tentou uma reunião com os seus compatriotas, mas foi preso em Zaječar durante um breve período. Após ser solto, foi para a Roménia, onde Hadzhi Dimitar e Stefan Karadzha mobilizavam revolucionários. Por diversos motivos, incluindo os seus problemas gástricos e divergências de estratégia, Levski não participou. No inverno de 1868, conheceu o poeta e revolucionário Hristo Botev e partilhou casa com ele num moinho abandonado perto de Bucareste.

### Viagens na Bulgária e trabalho na Roménia
Rejeitando a estratégia de emigrar em prol de intensificar a propaganda interna, Levski empreendeu a sua primeira viagem pela Bulgária para contactar todos os estratos da sociedade búlgara e promover a revolução. Em 11 de dezembro de 1868 viajou por barco a vapor de Turnu Măgurele para Istambul, ponto inicial de um périplo que duraria até 24 de fevereiro de 1869, quando regressou à Roménia. Durante esta missão de reconhecimento e contactos, Levski terá visitado Plovdiv, Perushtitsa, Karlovo, Sopot, Kazanlak, Sliven, Tarnovo, Lovech, Pleven e Nikopol, fazendo ligações com os patriotas locais.
Após uma estadia de dois dias em Bucareste, Vasil Levski regressou à Bulgária para um segundo périplo, entre 1 de maio e 26 de agosto de 1869, no qual divulgou propaganda impressa na Roménia por Ivan Kasabov. Levski tinha sido legitimado como representante de um governo provisório búlgaro. Vasil Levski viajou por Nikopol, Pleven, Karlovo, Plovdiv, Pazardzhik, Perushtitsa, Stara Zagora, Chirpan, Sliven, Lovech, Tarnovo, Gabrovo, Sevlievo e Tryavna. De acordo com alguns historiadores, Levski organizou o primeiro dos seus comités secretos durante esta viagem, embora tal se baseie em dados por confirmar.

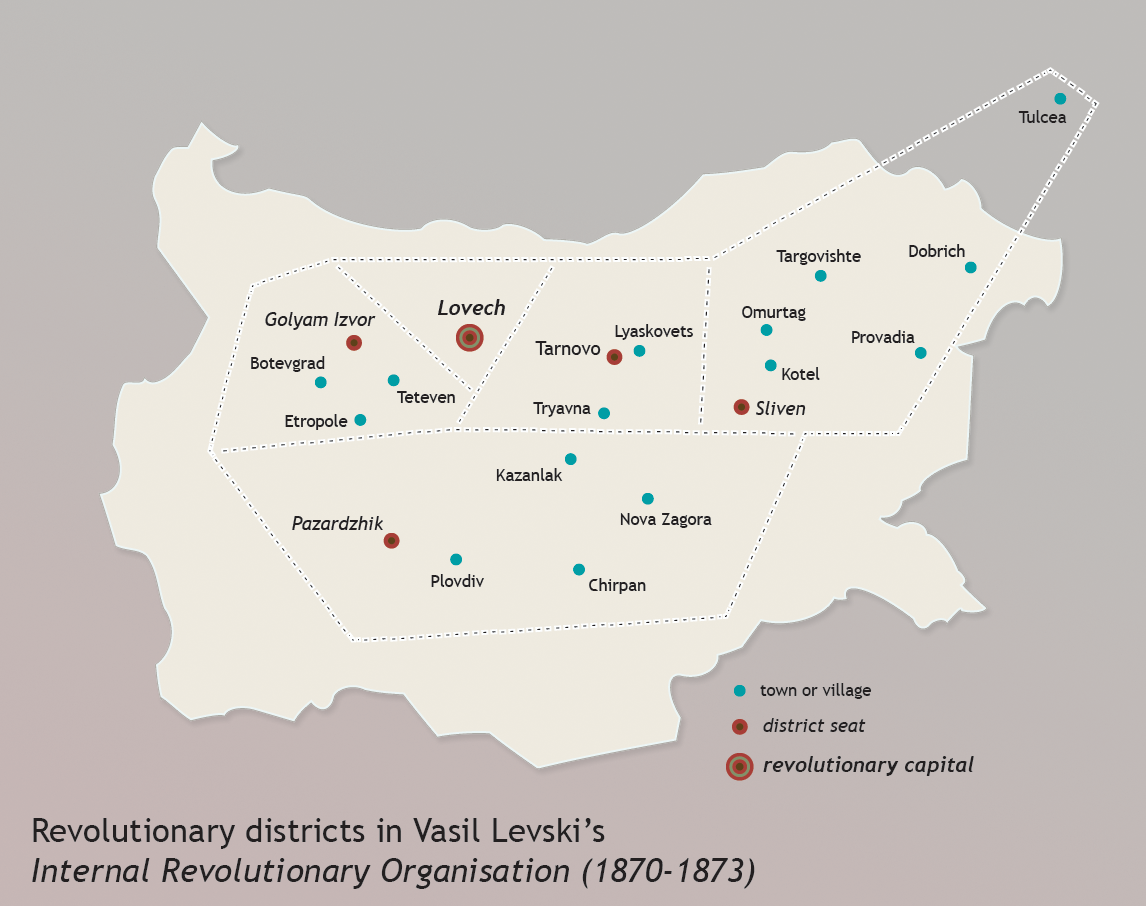
Mapa dos distritos revolucionários da Organização Revolucionária Interna de Vasil Levski

Entre finais de agosto de 1869 a maio do ano seguinte, Levski este ativo em Bucareste. Esteve em contacto com o escritor revolucionário e jornalista Lyuben Karavelov, cuja participação na fundação da Sociedade Literária Búlgara foi por Levski aprovada. As publicações de Karavelov tinham muitos seguidores e iniciaram a fundação do Comité Central Revolucionário Búlgaro (CCRB), uma organização da diáspora búlgara que incluía Levski como membro fundador e redator dos estatutos. Em desacordo sobre o planejamento, Levski partiu de Bucareste na primavera de 1870 e começou a atualizar o seu conceito de rede revolucionária interna.

### Captura e execução
Nesta situação, Dimitar Obshti, assistente de Levski, assaltou um comboio postal otomano no passo de montanha de Arabakonak em 22 de setembro de 1872, sem que Levski ou a liderança do movimento o tivessem aprovado. O assalto foi um êxito e deu ao ORI 125 000 groschen, mas Obshti e os outros participantes foram quase logo presos. A investigação preliminar e o julgamento revelariam a dimensão da organização revolucionária e as relações próximas com o CCRB. Obshti e outros prisioneiros fizeram uma confissão completa e revelaram o papel de liderança de Levski.

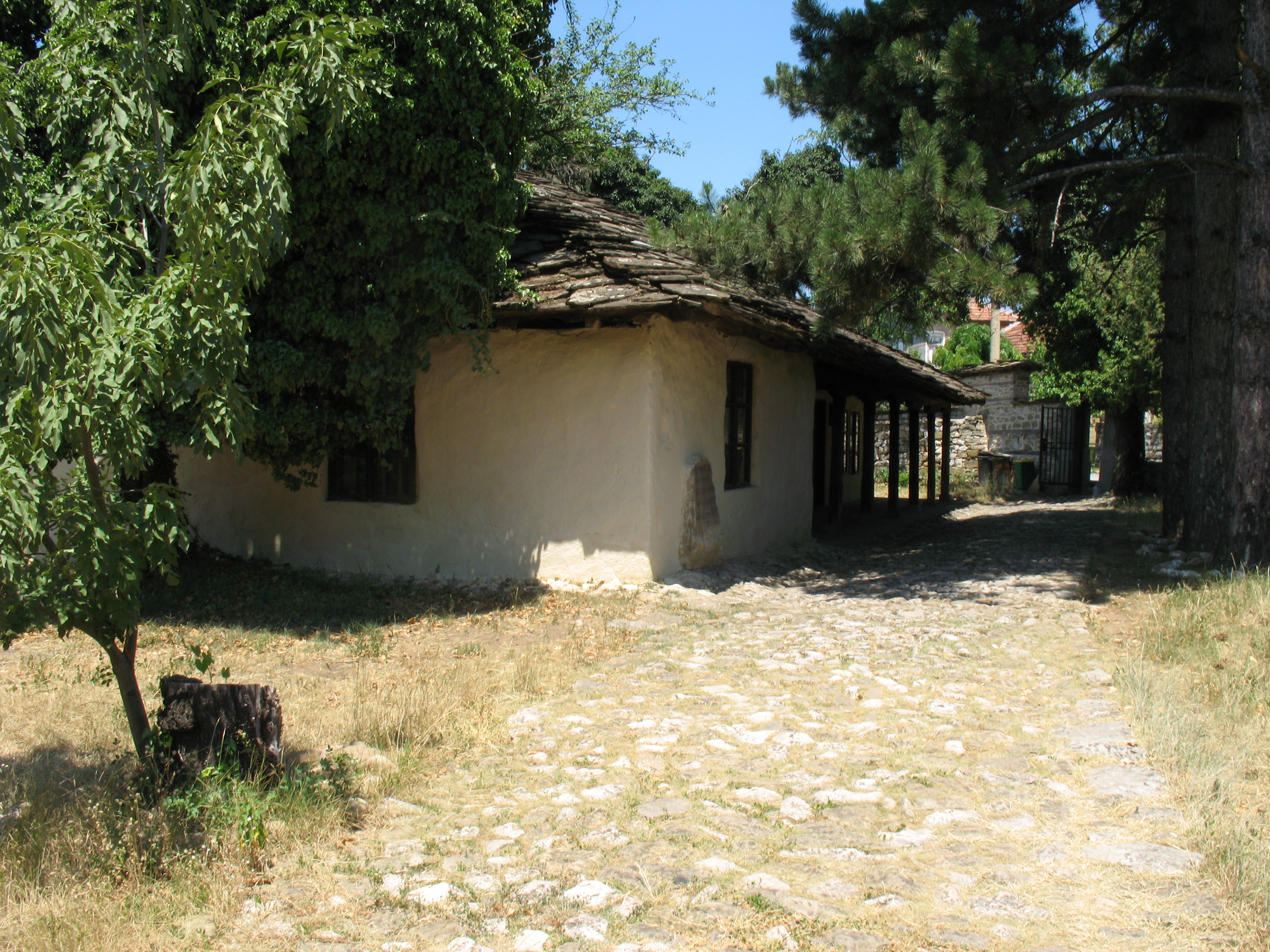
A pousada de Kakrina onde Levski foi capturado pelas autoridades otomanas em finais de dezembro de 1872

Apercebendo-se de que estava em perigo, Levski decidiu fugir para a Roménia, onde encontraria Karavelov e poderiam falar destes acontecimentos. Porém, e em primeiro lugar, teria de recolher documentos importantes do arquivo do comité em Lovech, o qual constituiria prova importante se capturado pelos otomanos. Ficou numa estalagem em Kakrina, onde foi surpreendido e preso na manhã de 27 de dezembro de 1872. De acordo com os escritos de Lyuben Karavelov, a mais aceite versão é a de que teria sido um padre chamado Krastyo Nikiforov quem traiu Levski à polícia. Esta teoria tem sido rebatida por investigadores como Ivan Panchovski e Vasil Boyanov por falta de provas.
Inicialmente levado para Tarnovo para ser interrogado, Levski foi enviado para Sófia em 4 de janeiro, e aí foi levado a julgamento. Embora tenha reconhecido a sua identidade, não identificou nenhum cúmplice nem deu pormenores sobre a organização, assumindo para si toda a responsabilidade. As autoridades otomanas condenaram Levski à pena de morte por enforcamento. Embora tenha sido reconhecido como instigador de um grande levantamento armado, a pena de morte foi baseada no assassinato de um criado de Lovech que Levski cometera ao tentar extorquir dinheiro a um indivíduo rico. O veredicto saiu em 18 de fevereiro [Calend. juliano: 6 de fevereiro] 1873 em Sófia, onde hoje está o Monumento a Vasil Levski. A localização do túmulo de Levski é incerta, mas na década de 1980 o escritor Nikolay Haytov fez campanha defendendo a Igreja de Santa Petka dos Seleiros como o local do sepulcro de Vasil Levski, o que a Academia Búlgara das Ciências concluiu ser possível mas não verificável.
A morte de Levski intensificou a crise no movimento revolucionário búlgaro e muitos dos comités da ORI se desintegrariam em breve. Mesmo assim, cinco anos depois do seu enforcamento, a guerra russo-turca de 1877-1878 assegurou a libertação da Bulgária do jugo otomano no início da Revolta de Abril de 1876. O Tratado de Santo Estêvão em 3 de março de 1878 estabeleceria o estado búlgaro como Principado da Bulgária autónomo e sob suserania de jure dos otomanos.